# تشيزاري بولي
تشيزاري بولي (بالإيطالية: Cesare Poli)‏ (6 يناير 1945 - 7 سبتمبر 2024)، هو لاعب كرة قدم إيطالي في مركز الوسط، ولد في 6 يناير 1945 في بريجانزي في إيطاليا. لعب مع إنتر ميلان ونادي كالياري.